# Sten Meurling
Sten Carl Jacob Meurling, född den 17 maj 1914 i Stockholm, död den 7 november 2010 i Sundsvall, var en svensk läkare. Han var son till Carl-Otto Meurling och dotterson till Jacob Lundahl.
Meurling avlade studentexamen i Norrköping 1932, medicine kandidatexamen vid Uppsala universitet 1934 och medicine licentiatexamen där 1941. Han blev docent i kirurgi i Uppsala 1953 och promoverades till medicine doktor 1954. Efter olika läkareförordnanden 1940–1954 var Meurling förste underläkare och biträdande lasarettsläkare vid Karlstads lasarett 1954–1957 samt överläkare vid kirurgiska kliniken på Gällivare lasarett 1957–1962 och på Sundsvalls sjukhus 1962–1979. Han publicerade skrifter i farmakologi och kirurgi. Meurling blev riddare av Nordstjärneorden 1968. Han vilar på Bydalens kyrkogård i Sköns församling.